# 黄独峰
黄独峰（1913年—1998年），名山，字独峰，号榕园，以字行，广东揭阳人，中国国画家，岭南画派代表人物，中国致公党党员。

## 生平
1931年進入春睡画院，隨高剑父習畫。1950年在香港師從張大千。1952年於印度尼西亚定居。
1960年回中國後，陸續擔任广西艺术学院副教授、教授、副院长，广西美术家协会副主席、主席，第五、六、七届全国政协委员，广西政协副主席等職。